# 7457 Veselov
7457 Veselov è un asteroide della fascia principale. Scoperto nel 1982, presenta un'orbita caratterizzata da un semiasse maggiore pari a 2,7388109 UA e da un'eccentricità di 0,0781152, inclinata di 5,36773° rispetto all'eclittica.